# Oppløyfjorden
Oppløyfjorden er en fjordarm af Foldafjorden i Nærøy kommune i Trøndelag fylke i Norge.  Fjorden går 5,5 kilometer mod  øst til landsbuyen Salsbruket i bunden af fjorden.
Fjorden har indløb mellem Galtneset i nord og Heimsøya i syd. Flere øer ligger i fjorden, Heimsøya er den største med en længde på cirka 2,8 kilometer. Øst for denne ligger Storbrandsøya, Litlbrandsøya, Krokøya og Gardsøya.
Fjorden har tradition for godt sildefiskeri.
Opløelva munder ud i fjorden ved Salsbruket. Fylkesvej 776 går langs nordsiden af fjorden.